# Heinrich Willi
Heinrich Willi (* 3. März 1900 in Chur; † 16. Februar 1971 in Zürich) war ein Schweizer Kinderarzt und Professor für Neonatologie in Zürich.

## Leben

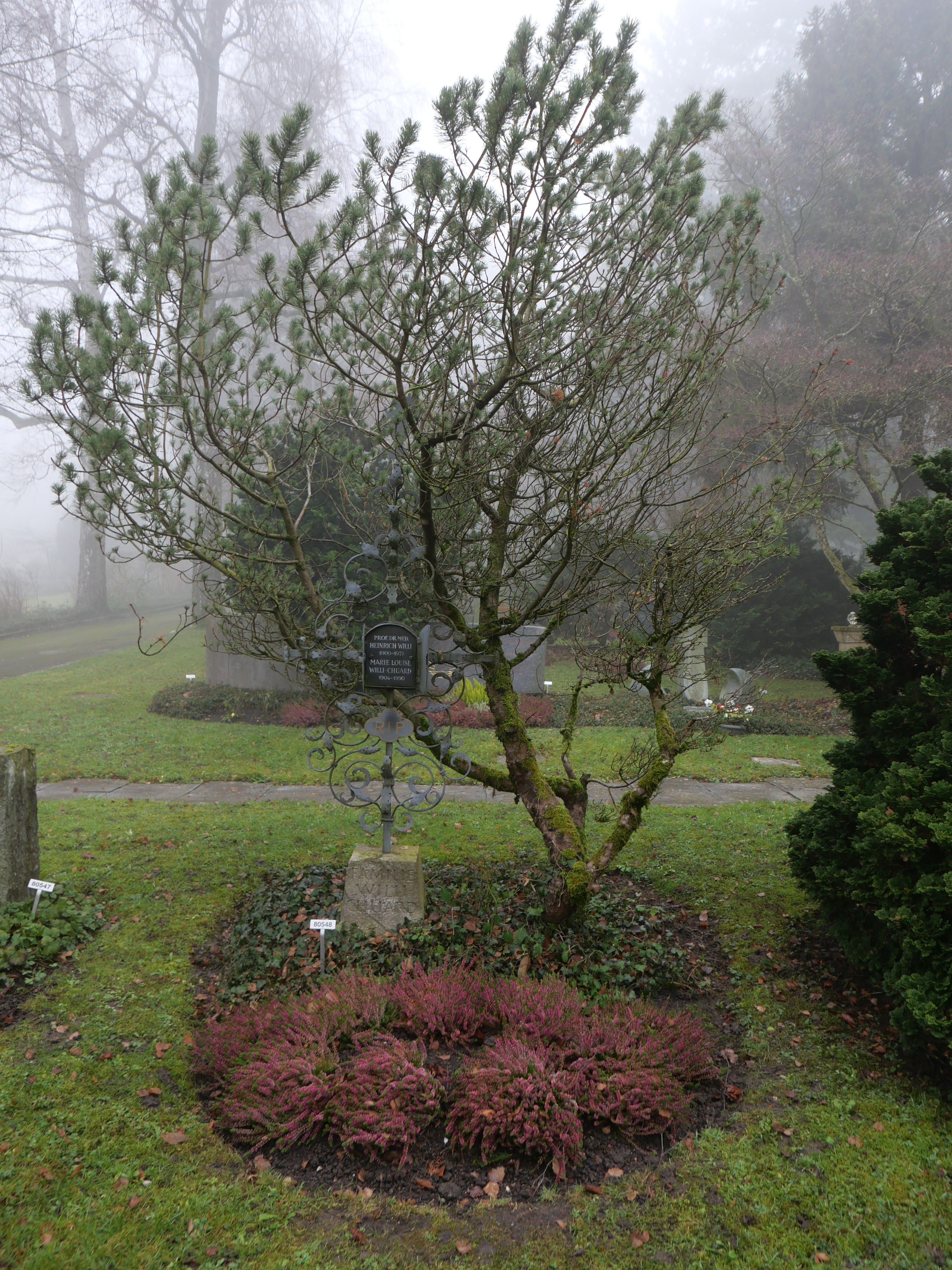
Das Grab von Willi und seiner Frau.

Willi war das vierte von neun Kindern des Bündner Bauunternehmers Josef Willi (1857–1939) und seiner Frau Elisabeth von Vincenz.
Nach Abschluss seines Studiums der Medizin an der Universität Zürich wurde Willi 1925 Assistent am Zürcher Institut für Pathologische Anatomie und an der Abteilung für Innere Medizin am Kantonsspital Winterthur. Von 1928 an arbeitete er unter Guido Fanconi am Kinderspital Zürich. Er promovierte 1936 zum Doktor der Medizin. Im Jahr darauf wurde er Nachfolger von Professor Bernheim-Karrer und wurde Leiter des „Säuglingsheim Rosenberg“. 1963 wurde er Mitglied der Leopoldina. 1970 setzte er sich zur Ruhe.
Willi war verheiratet mit Marie Louise Chuard (1904–1991), Tochter von Joseph Chuard. Sie hatten die drei Töchter Johanna, Monika und Regula sowie einen Sohn, Jürg Willi, der auch Medizin und Psychiatrie studierte und Paartherapeut wurde. Willi und seine Frau sind auf dem Friedhof Fluntern bestattet.

## Werk
Willi verfolgte während seiner gesamten beruflichen Laufbahn auch wissenschaftliche Forschungen. Seine wichtigsten Beiträge stammen aus dem Gebiet der Neonatologie. Zusammen mit Andrea Prader und Alexis Labhard beschrieb er das später nach ihnen benannte Prader-Willi-Syndrom, eine Erbkrankheit, die mit angeborener Muskelschwäche, verzögerter geistiger Entwicklung und unkontrollierbarem Hungergefühl mit daraus resultierender Fettsucht einhergeht.